# Claus Ruhe Madsen

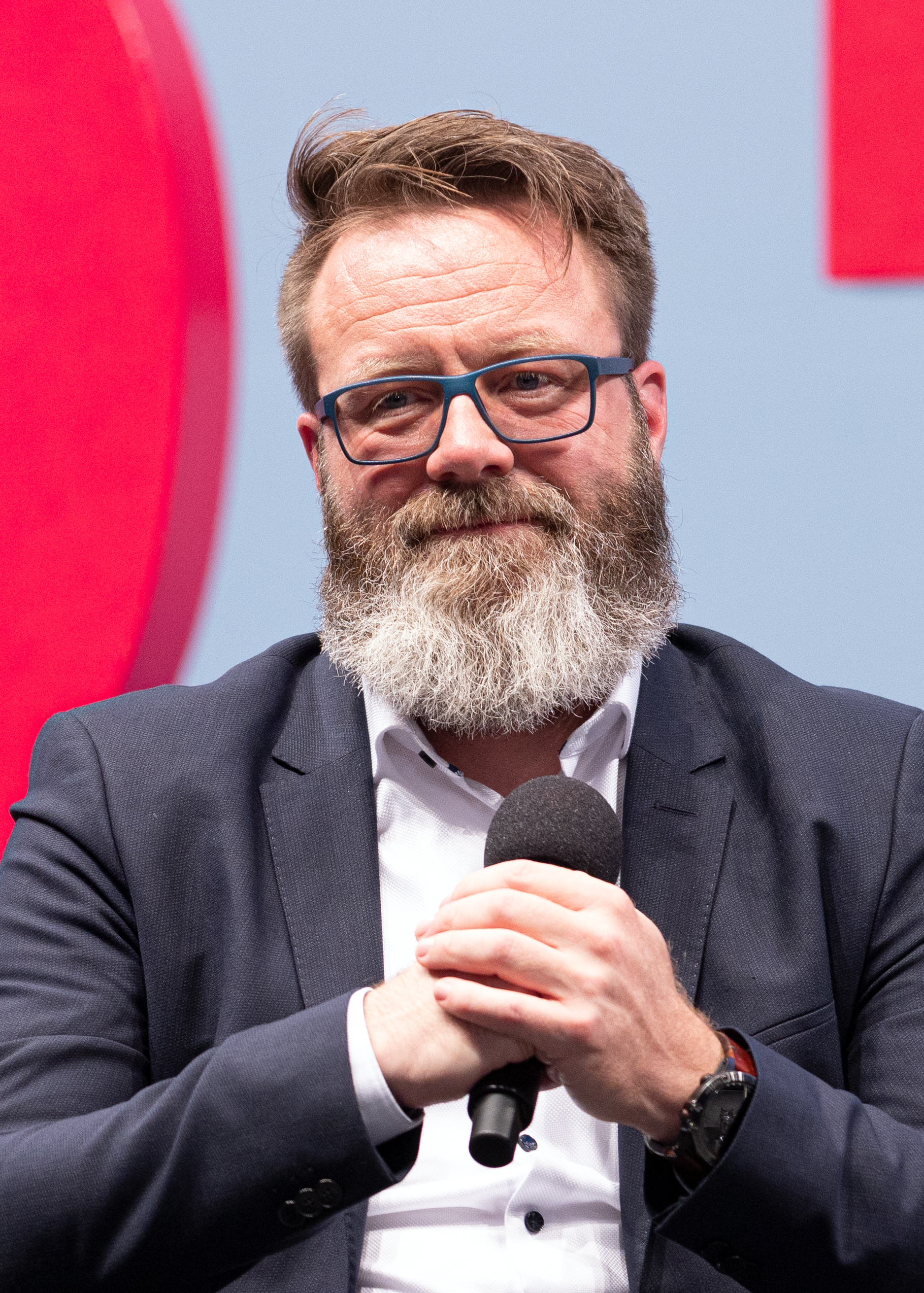
Claus Ruhe Madsen, 2021

Claus Ruhe Madsen (* 27. August 1972 in Kopenhagen) ist ein dänisch-deutscher Unternehmer und Politiker (CDU, bis Mai 2023 parteilos) in Deutschland. Seit Juni 2022 ist er Minister für Wirtschaft, Verkehr, Arbeit, Technologie und Tourismus in der Landesregierung von Schleswig-Holstein.
Zuvor war er von September 2019 bis Juni 2022 Oberbürgermeister von Rostock und von 2013 bis 2019 Präsident der Industrie- und Handelskammer zu Rostock.

## Leben
Claus Ruhe Madsen wuchs nördlich von Kopenhagen und später an der dänischen Nordsee in Fjand auf. Er machte als Jahrgangsbester sein Abitur am Staatlichen Gymnasium in Struer.
Er ging ursprünglich für ein Auslandsjahr nach Deutschland und war im Ruhrgebiet von 1992 bis 1996 erst als Verkäufer und ein Jahr später als Filialleiter bei einem Möbelhaus angestellt. Mitte 1996 wechselte er als Handelsvertreter in die Selbstständigkeit, bis er Anfang 1998 als geschäftsführender Gesellschafter das Möbelhaus Möbel Wikinger eröffnete. Das Unternehmen beschäftigte im Jahr 2019 rund 100 Mitarbeiter an fünf Standorten.
Im Mai 2012 gründete er die Food and Fun GmbH, die später in Mobilson GmbH umbenannt wurde und seit 2017 auch Wohnmobile vermietet. Am 31. Mai 2018 erhielt er die Unternehmerehrung für sein besonderes Engagement zur Imageförderung der Stadt Rostock.
Madsen übernahm 2017 die Organisation der Hanse-Tour Sonnenschein, eines Fördervereins, bei dem jährlich mehr als 200 Teilnehmer gemeinsam durch Regionen Mecklenburg-Vorpommerns radeln und dadurch Spenden für krebs- und chronisch kranke Kinder sammeln.
Als Ehrenamt bekleidete Madsen von 2013 bis 2019 zwei Mal nacheinander das Amt des Präsidenten der Industrie- und Handelskammer (IHK) zu Rostock. Von 2014 bis 2019 war er Vize-Präsident der Deutsch-Dänischen Handelskammer in Dänemark. Er ist Mitglied im Rotary Club Warnemünde.
Madsen ist verheiratet und hat eine Tochter. Seit dem 25. Februar 2023 besitzt Madsen neben der dänischen auch die deutsche Staatsbürgerschaft.

## Politik
Madsen wurde im September 2018 erneut in den Mittelstandsbeirat beim Bundesministerium für Wirtschaft und Energie (BMWi) benannt.
Am 24. September 2018 kündigte Madsen seine Kandidatur für die Oberbürgermeisterwahl in Rostock im Jahr 2019 als parteiloser Einzelbewerber an. Da er zu diesem Zeitpunkt noch kein deutscher Staatsbürger war, beruhte die Kandidatur auf Art. 22 Abs. 1 AEUV, der EU-Ausländern bei Kommunalwahlen auch das passive Wahlrecht im EU-Land ihres Wohnsitzes verleiht, und darauf, dass das Kommunalrecht von Mecklenburg-Vorpommern die Ämter kommunaler Wahlbeamter nicht deutschen Staatsangehörigen vorbehält, was nach Art. 5 Abs. 3 der Richtlinie 94/80/EG des Rates der Europäischen Union zulässig wäre.
Er wurde von FDP und CDU unterstützt sowie zur Stichwahl vom Rostocker Wählerbündnis UFR, dem auch der bisherige Oberbürgermeister Roland Methling angehört. In der ersten Runde der Oberbürgermeisterwahl in Rostock erreichte er 34,6 % der Stimmen und zog damit in die Stichwahl gegen Steffen Bockhahn von der Partei Die Linke ein. Die Wahl am 16. Juni 2019 gewann er mit 57,1 % der abgegebenen Stimmen und war damit erster ausländischer Oberbürgermeister einer deutschen Großstadt. Der NDR drehte eine Dokumentation über die ersten 100 Tage als Oberbürgermeister. Die Vereidigung erfolgte am 28. August 2019 in der Rostocker Bürgerschaft.
Am 29. Juni 2022 wurde er vom schleswig-holsteinischen Ministerpräsidenten Daniel Günther zum Minister für Wirtschaft, Verkehr, Arbeit, Technologie und Tourismus im Kabinett Günther II ernannt und legte das Oberbürgermeisteramt in Rostock nieder. Zu seiner Nachfolgerin in Rostock wurde bei einer vorgezogenen Neuwahl Eva-Maria Kröger (Die Linke) gewählt. Am 11. Mai 2023 trat Madsen der CDU bei.

## Kritik
Gewerkschaften, Jusos und Linksjugend solid übten im Mai 2019 aufgrund seiner unternehmensinternen Lohnpolitik starke Kritik an Madsen. Er lehne die Zahlung von Tariflöhnen ab und zahle sogar mehrere hundert Euro weniger als tarifüblich an seine Mitarbeiter. Madsen erklärte, dass seine Mitarbeiter „andere Vergünstigungen“ wie „Kita-Zuschüsse für Eltern, Weiterbildungen, Gratis-Getränke und auch gelegentliche Boni“ erhielten. Seine Mitarbeiter wurden mit einem Banner „Solidarität für einen fairen Wahlkampf – Gute Arbeit passiert hier auf Augenhöhe“ fotografiert, das im Internet veröffentlicht wurde. Nach eigenen Angaben zahlt Madsen seinen Mitarbeitern 4 % über dem Tariflohn. Zudem lehnt Madsen einen Betriebsrat ab, der nach seiner Auffassung „nicht nötig“ sei.

## Politik während der COVID-19-Pandemie
In den Jahren 2020 und 2021 fiel Madsen durch besonders vorsichtige und eigenwillige Maßnahmen im Rahmen der COVID-19-Pandemie auf. Diese Maßnahmen wurden als Grund für besonders niedrige Infektionszahlen in Rostock interpretiert, die in der deutschen Medienlandschaft Beachtung fanden. So trat Madsen als Gast in den Sendungen DAS!, Maischberger, Maybrit Illner  und Markus Lanz  auf. Im Juni 2021 machte er sich im Interview mit der Welt Gedanken, einer möglichen Impfmüdigkeit zu begegnen: „Der Alltag für Ungeimpfte muss unangenehmer sein.“